# Алимов Андрій Якович
Андрій Якович Алимов (4 листопада 1893, с. Боромля, зараз Сумська область — 7 лютого 1965) — епідеміолог і мікробіолог. Започаткував систематичне вивчення кліщових рикетсіозів в СРСР. Вперше виявив в Криму захворювання, відоме в світі під назвою марсельської гарячки [3]. Суспільний діяч, педагог, професор, генералмайор медичної служби, Член-кореспондент АМН СРСР (1946), Головний епідеміолог Військово-Морського Флоту СРСР (1942—1946) і Радянської Армії (1948—1951).

## Життя та робота
Народився в с. Боромля Охтирського повіту Харківської губернії, нинішнього Тростянецького району Сумської області в родині селян. Після закінчення IV курсу Харківського медичного інституту в 1920 р. добровільно вступив до Червоної Армії. Біля року виконував обов'язки завідувача лабораторією Ярославського евакуаційного пункту, а потім працював у бактеріологічній лабораторії Харківського військового округу. Після демобілізації у 1921 р. продовжив навчання в Харківському медичному інституті.
Після закінчення інституту у 1922 р. завідував лабораторією Харківського окружного військового шпиталю до 1924 р., потім керував центральною лабораторією Харківської лікарні та одночасно працював асистентом Харківського інституту удосконалення лікарів (1924—1930 рр.).
У 1930—1934 рр. Андрій Якович Алимов очолював бактеріологічну лабораторію радянської лікарні в Тегерані. Виявив і описав випадки гарячки паппатачі. У 1934 р. довів роль кліщів у передачі збудника перського поворотного тифу.
У 1936—1940 рр., після повернення з Ірану, проводив вивчення кліщових інфекцій на території СРСР.
У 1934—1941 рр. Андрій Якович працював у Всесоюзному інституті експериментальної медицини (Ленінград) під керівництвом академіків А. Д. Сперанського і Е. Н. Павловського).
У 1941 р. він продовжив службу в Збройних Силах як начальник кафедри військової епідеміології Військово-морської медичної академії.
У 1942 р. Андрій Якович Алимов призначений на посаду головного епідеміолога Військово-Морського Флоту СРСР. Він зіграв велику роль у формуванні стрункої системи організації протиепідемічного забезпечення на кораблях і в частинах флоту. Маючи досвід підготовки військово-морських лікарів, А. Я. Алимов приділяв особливу увагу спеціальній підготовці флотських епідеміологів. У ці роки Андрій Якович більшу частину часу перебував на флотах, де займався організацією протиепідемічних заходів, надаючи безпосередньо на місцях практичну допомогу флотським епідеміологам. У блокадному Ленінграді він проводив заняття з епідеміології та мікробіології на курсах удосконалення лікарів Червонопрапорного Балтійського флоту, а також вивчав запропоновані ним біопрепарати для лікування інфікованих ран.
Його робота в роки Великої Вітчизняної війни, як і в мирні будні, завжди отримувала високу оцінку командування. В одній з атестацій, наявних в архівних документах: «… професор А. Я. Алимов є одним із видатних учених нашої країни. Будучи широко освіченою, різнобічним фахівцем, А. Я. Алимов постійно приділяє велику увагу правильній організації протиепідемічного забезпечення флотів. В роботі проявляє велику наполегливість і цілеспрямованість. Теоретично прекрасно підготовлений. Має високі організаторські здібності. Є активним учасником розробки проектів різного роду офіційних інструкцій, положень та настанов по медичній службі. В якості головного медичного спеціаліста притягувався Головним військово-медичним управлінням Міністерства оборони СРСР і Міністерством охорони здоров'я СРСР для вирішення актуальних питань організації протиепідемічної служби в мирний і воєнний час. Користується заслуженим авторитетом. Займаній посаді цілком відповідає».
У 1944—1948 рр. А. Я. Алимов знову керує кафедрою військової епідеміології Військово-морської медичної академії, в 1946 р. обирається членом-корреспондентом АМН СРСР. З 1948 по 1951 рр. − головний епідеміолог Збройних Сил СРСР. В 1950—1954 рр. Андрій Якович очолює кафедру епідеміології Військово-медичного факультету при Центральному інституті удосконалення лікарів. Після звільнення в 1954 р. з Радянської Армії і до кінця життя завідував лабораторією Інституту нормальної і патологічної фізіології АМН СРСР.
А. Я. Алимов помер 7 лютого 1965 року.

## Наукова діяльність
Всю свою науково-практичну діяльність А. Я. Алимов присвятив вивченню і профілактиці інфекційних захворювань. Коло його наукових досліджень було широким: вивчав збудників ряду небезпечних для людини хвороб, переносників хвороботворних мікробів (кліщів, москітів тощо) та стан природних вогнищ інфекційних захворювань, що мають велике значення для військової епідеміології.
Характерно, що вивчення інфекційних захворювань він нерідко проводив шляхом самозараження. Число таких дослідів на собі досягло 20. Одним з методів вченого, який він використовував для того, щоб перевезти штам виділеного мікроорганізму в свою лабораторію, не маючи умов і можливостей виконати це за допомогою заражених кліщів або експериментальних тварин, заражав себе, а під час хвороби виділяв збудника і надалі проводив експерименти в лабораторії. Слід зазначити, що при вивченні москітної гарячки досвід самозараження зголосилися провести на собі 18 наукових співробітників лабораторії [2].
Багато робіт А. Я. Алимова присвячені також вивченню ролі нервової системи розвитку інфекційних захворювань і в формуванні несприйнятливості до них. Встановлено при цьому тривалість інкубаційного (прихованого) періоду до появи перших ознак хвороби при москітної гарячки, бруцельозі та інших інфекціях. Вчений розробляв засоби специфічної профілактики анаеробних інфекцій. Опублікував більше 70 наукових робіт з питань епідеміології, мікробіології, імунології та інфекційної патології. Під його керівництвом видано ряд довідкових посібників з вакцино-сироваткової справи і епідеміології, захищено понад 30 дисертацій [1].
Протягом багатьох років А. Я. Алимов виконував велику науково-громадську роботу, будучи заступником голови правління Всесоюзного товариства мікробіологів, епідеміологів та інфекціоністів, автором і редактором багатьох статей 2-го видання Великої медичної енциклопедії та ін. [2].

## Напрацювання
А. Я. Алимов − автор понад 100 наукових робіт з актуальних проблем епідеміології, мікробіології, імунології та інфекційної патології, в тому числі таких, як «Перський поворотний тиф» (1935), «Спонтанні ускладнення експериментального кліщового рекурренса і їх вплив на перебіг спірохетозу»(1937), «Основи діагностики і профілактики паразитарних тифів і гарячок»(1939) та інші [2].

## Нагороди
За заслуги перед Батьківщиною він був нагороджений орденами Трудового Червоного Прапора, Червоної Зірки і багатьма медалями [2].